# Вілар-де-Сантос
Вілар-де-Сантос (гал. Vilar de Santos, ісп. Villar de Santos) — муніципалітет в Іспанії, у складі автономної спільноти Галісія, у провінції Оренсе. Населення — 991 осіб (2009).
Муніципалітет розташований на відстані близько 390 км на північний захід від Мадрида, 28 км на південь від Оренсе.
Муніципалітет складається з таких паррокій: Парада-де-Оутейро, Вілар-де-Сантос.

## Демографія
Динаміка населення (INE ):

## Галерея зображень

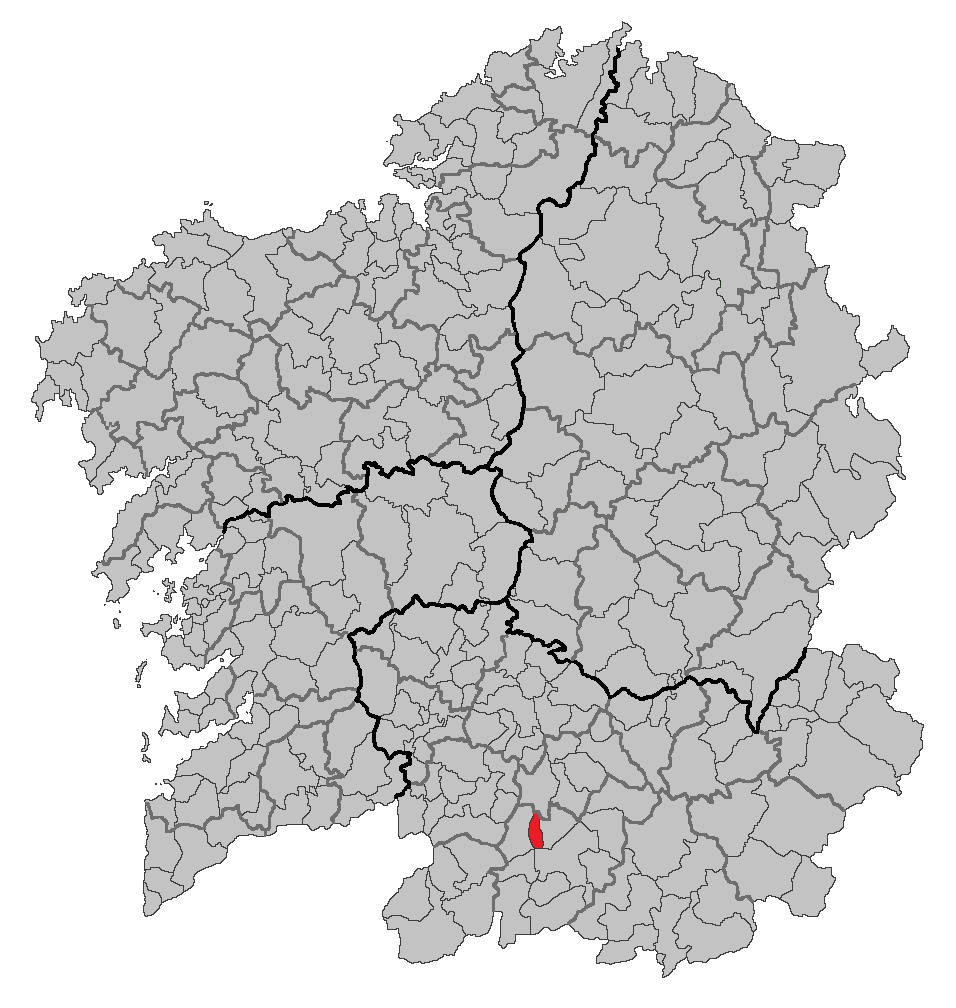
Розташування муніципалітету